# Dom Uphagena
Dom Uphagena – zabytkowa kamienica znajdująca się przy ulicy Długiej 12 w Gdańsku. Oddział Muzeum Gdańska.
Najstarsze wzmianki o budynku mieszkalnym, zapewne drewnianym, postawionym w tym miejscu pochodzą z 1357 roku. W XV wieku budynek był już murowany. Jego fasada została przebudowana w XVI wieku. Właściciele kamienicy pochodzili z wielu różnych rodzin. W 1775 dom nabył zamożny bibliofil i historyk Johann Uphagen (1731–1802), pochodzący z gdańskiego rodu Uphagenów. Nakazał on przebudowę fasady oraz wnętrz zgodnie z obowiązującym nurtem (rokoko). Kamienica zyskała także nowy wystrój stały, na który składały się m.in. niskie boazerie dekorowane płycinami o różnorodnych motywach (owady, kwiaty, ptaki, architektura starożytna, sceny chińskie). W drodze majoratu dziedziczony był przez kolejnych potomków rodziny Uphagenów i był siedzibą ich Związku Rodzinnego.
W 1910 roku został wydzierżawiony władzom miejskim i powstało tu muzeum Dom rajcy Johanna Uphagena, które działało do 1944 roku. Po spaleniu budynku w marcu 1945 roku przez wojska radzieckie i zaginięciu większości oryginalnego wyposażenia podjęto po wojnie decyzję o jego odbudowie. Przez lata odrestaurowywano XVIII-wieczny wygląd zewnętrzny i wewnętrzny domu, rekonstruując wnętrza w oparciu o zachowaną dokumentację. Po odbudowie w 1953 roku dom początkowo był siedzibą różnych instytucji. Funkcję muzealną odzyskał w 1981 roku, a po kolejnych renowacjach udostępniono go w 1998 roku zwiedzającym jako Muzeum Wnętrz Mieszczańskich.
Budynek znajduje się na wąskiej, ale długiej parceli. Fasada kamienicy jest trzyosiowa, trzykondygnacyjna, z dwukondygnacyjnym poddaszem, pomalowana na kolor ceglasty. Muzeum Gdańska prezentuje zwiedzającym kilkanaście pomieszczeń: sień, antresolę, herbaciarnię, sień I piętra, salon I piętra, dużą jadalnię, trzy saloniki w oficynie bocznej (pokoje owadów, kwiatów i muzyczny), małą jadalnię, sień oficyny, izbę kucharki, kuchnię, spiżarnię oraz kantor. Jest to jedyna w Polsce i jedna z nielicznych w Europie udostępnionych turystom kamienic mieszczańskich o wyglądzie charakterystycznym dla domów bogatych mieszczan żyjących w XVIII wieku. Wnętrza z bogato zdobionymi drzwiami, boazeriami i sztukateriami wyposażone są w cenne sprzęty, pochodzące najczęściej z XVIII wieku, w tym meble, zegary, obrazy i instrumenty muzyczne oraz trzy oryginalne piece.

## Historia

### Czasy najdawniejsze do 1775 roku
Pierwszym znanym właścicielem domu usytuowanego w 1357 roku na parceli przy biegnącej przez Główne Miasto ulicy Długiej (później numer 12) był Albert Wrede. Nie odnaleziono jednak w czasie badań archeologicznych żadnych śladów z tego okresu, nieznane są więc forma i rozmiary ówczesnej zabudowy, zapewne drewnianej. Na początku XV wieku właścicielem posesji był rajca miejski Johann van Werne. Budynek mieszkalny wzniesiony w XV stuleciu był już z pewnością murowany, a jego ceglane mury ogniowe (które przetrwały do dziś w piwnicach i we fragmencie przyziemia) oddzielały go od sąsiednich domów.
Na przełomie XV i XVI wieku sień kamienicy była dekorowana półkolistym arkadowaniem. W drugiej połowie XVI wieku gotycką fasadę kamienicy o nieznanym wyglądzie przebudowano – z tego okresu pochodzi zachowany fragment kamiennego portalu z ościeżem dekorowanym renesansową półkolumną.
Na rycinie Aegidiusa Dickmanna z 1617 roku ukazującej ten fragment ulicy Długiej fasada kamienicy była trzyosiowa, wejście do niej znajdowało się w osi środkowej, natomiast budynek wieńczył trójkątny szczyt z trzema okrągłymi blendami, a przed kamienicą znajdowało się niewysokie przedproże z wejściem do piwnicy po stronie zachodniej.
W 1627 roku właścicielem posesji został Christoph Burchardt, a pięć lat później jego żona Susanne z domu Roden. W 1703 roku właścicielem domu był Bartholomeus Priesterwald; po jego śmierci dom w 1710 roku został poddany urzędowym oględzinom, podczas których stwierdzono jego zły stan techniczny i nakazano wymianę belek stropowych w piwnicy. W 1710 roku zakupił go Samuel Ramsey, po jego śmierci właścicielką stała się Adelgunde Burnet, a po niej jej brat przyrodni Johann Lithgon. Właścicielem kamienicy został w 1733 roku gdański kupiec i bankier Ignatius Hyacinth Mathy. W 1743 roku odsprzedał go biskupowi kujawskiemu Walentemu Aleksandrowi Czapskiemu, natomiast w 1751 roku kamienica przeszła na własność podskarbiego ziem pruskich Jakuba Czapskiego, po którym w 1775 roku odziedziczyła ją jego córka Konstancja Mielżyńska.

### Kamienica w posiadaniu rodziny Uphagenów (lata 1775–1909)
21 czerwca 1775 roku zakupił od Konstancji Mielżyńskiej kamienicę znajdującą się na posesji rozciągającej się od ulicy Długiej do ulicy Ogarnej Johann Uphagen (1731–1802) – majętny bibliofil, historyk, miłośnik nauk i ławnik gdański pochodzący z wpływowego rodu Uphagenów. Została ona przebudowana przez mistrza budowlanego Johanna Benjamina Dreyera według dokładnych wskazówek nowego właściciela zgodnie z obowiązującym nurtem (rokoko) i zyskała nowy wystrój stały, na który składały się m.in. niskie boazerie dekorowane płycinami o różnorodnych motywach (owady, kwiaty, ptaki, architektura starożytna, sceny chińskie). 16 października 1779 roku Johann Uphagen przeprowadził się do niej, choć ostatnie wnętrze (salon) zostało ukończone dopiero w 1787 roku. Johann Uphagen, który zmarł bezpotomnie, ustanowił w 1789 roku Związek Rodzinny Uphagenów dla uczczenia pamięci swoich rodziców, spadkobiercą uczynił swojego młodszego brata Karla Heinricha (1738–1804), a majątek (w tym dom przy ulicy Długiej 12) dziedziczony był w drodze majoratu.
Johann Karl Ernst Uphagen (1777–1843; bratanek Johanna), który był kupcem, prowadził w przyziemiu kamienicy firmę „Uphagen und Company”. Po jego śmierci w kamienicy mieszkali jego synowie i córka, a po ich śmierci właścicielami domu zostali Uphagenowie pochodzący z bocznej linii. W budynku kamienicy działały kantory kupieckie.
Na przełomie XIX i XX w. dom rodziny Uphagenów przy ulicy Długiej 12 zaczął budzić zainteresowanie znawców, gdyż w odróżnieniu od wielu innych budynków w śródmieściu nie uległ modernizacji, a jego osiemnastowieczny wystrój i wyposażenie zostały zachowane w niemal pierwotnym stanie – był to prawdopodobnie jedyny obiekt w Gdańsku z tego okresu o tak kompletnym wystroju i wyposażeniu. Pastor i publicysta Walter Domansky (1860–1932) zamieścił w 1900 roku w gazecie „Danziger Zeitung” artykuł poświęcony kamienicy, w którym podkreślił jej znaczenie dla historii Gdańska i zaapelował o jej zachowanie bez zmian, obawiając się, że może zostać, tak jak wiele innych, przebudowana na biura bądź sklepy. Gdy pojawiło się zagrożenie związane z jej sprzedażą przez ówczesnego dziedzica majoratu Hansa Uphagena (1863–1909) Stowarzyszenie na Rzecz Zachowania Starodawnych Budowli i Zabytków Sztuki Gdańska (Verein zur Erhaltung der altertümlichen Bauwerke und Kunstdenkmäler Danzigs) podjęło starania u władz miasta o stworzenie muzeum. W 1907 roku dom należący do Uphagenów został zinwentaryzowany, a po śmierci Hansa Uphagena wdowa po nim, Alma Uphagen, 17 grudnia 1909 roku podpisała w imieniu małoletniego syna Horsta umowę z magistratem. Przewidywała ona powstanie muzeum wnętrz o nazwie Dom rajcy Johanna Uphagena (Ratsherr Johann Uphagen-Haus), precyzowała warunki finansowe wynajęcia domu na 30 lat oraz zobowiązywała rodzinę Uphagenów do przekazania wyposażenia w celu ekspozycji.

### Muzeum w okresie przed zniszczeniem domu (lata 1910–1944)
Okres dzierżawy rozpoczął się 1 kwietnia 1910 roku. Po przeprowadzeniu remontu i prac konserwatorskich, sfinansowanych przez darczyńcę – bankiera Carla Fürstenberga (1850–1933), a prowadzonych przez zespół pod kierownictwem architekta Richarda Dähnego, kamienica, po uzupełnieniu wnętrz m.in. o zabytkowe piece i inne eksponaty, była gotowa do udostępnienia zwiedzającym, co nastąpiło 1 listopada 1911 roku. Było to czwarte muzeum w Gdańsku po Muzeum Miejskim i dwóch oddziałach Muzeum Prowincjonalnego (przyrodniczo-archeologicznego w Zielonej Bramie i kolekcji rzemiosła artystycznego w dawnym klasztorze franciszkańskim). Pierwotnie publiczność mogła oglądać sień, herbaciarnię, salon, dużą i małą jadalnię oraz salonik oficyny. Dalsze prace konserwatorskie prowadzono w czasie I wojny światowej, dzięki czemu ekspozycja powiększyła się o kuchnię, kantor, a także pomieszczenia II piętra z salonikiem i dwiema sypialniami. Kolejna konserwacja części wystroju i wyposażenia, pod nadzorem dyrektora Muzeum Miejskiego Willego Drosta (1892–1964), miała miejsce w połowie lat 30.
Dom Uphagena stanowił jedną z największych atrakcji miasta. Informowały o nim przewodniki, a trzy publikacje (przewodnik Richarda Dähnego z 1913 roku, artykuł Hansa Seckera z 1918 roku oraz przewodnik Waltera Mannowsky’ego z 1932 roku) zawierały jego krótkie monografie. Muzeum udostępniano wyłącznie grupom w towarzystwie przewodnika – początkowo grupy liczyły do piętnastu osób, a w latach 40. powyżej dwudziestu. Wystrój domu dokumentują liczne pocztówki wydawane przez cały okres funkcjonowania muzeum.
W 1944 roku muzeum zamknięto, wystrój domu zdemontowano i wywieziono poza Gdańsk w ramach akcji ochrony zabytków przed działaniami wojennymi prowadzonej przez konserwatorów niemieckich. Zachowały się w Archiwum Państwowym w Gdańsku rysunki z dokonanej przed wywózką inwentaryzacji pod kierownictwem Jakoba Deurera (1897–1960). Nie jest znana pełna lista miejsc, dokąd ewakuowano zabytki z muzeum, wiadomo, że część przedmiotów trafiła do majątku Gorzędziej i do refektarza dawnego kościoła klasztornego w Kartuzach. Budynek został spalony w marcu 1945 roku, gdy do miasta dotarły wojska sowieckie, tak jak wiele innych domów gdańskich – zniszczeniu uległo wg różnych szacunków od 80 do 95% zabudowy miasta.

### Decyzja o odbudowie domu, który nie pełni funkcji muzeum (lata 1946–1981)
Większość zabytkowego wystroju i pierwotnego wyposażenia Domu Uphagena zaginęła. Do składnicy konserwatorskiej w Oliwie przewieziono te elementy wystroju stałego, które ocalały: boazerie, futryny i skrzydła drzwi, wyłożenia nisz ściennych i narożnych, supraporty, szpalety okienne oraz trzy piece kaflowe.
W 1946 roku podjęto decyzję o odbudowie budynku frontowego Domu Uphagena (znalazł się w pierwszym kwartale Głównego Miasta objętym odbudową, wyznaczonym przez ulice Długą, Pocztową, Ogarną i Garbary) z zachowaniem dawnej dyspozycji wnętrz, zdecydowano natomiast o tym, by nie odbudowywać oficyn, a ich ruiny usunięto. W latach 1949–1953 przeprowadzono prace projektowe i budowlane. Fasada (bez skrzydła bocznego i oficyn) została starannie zrekonstruowana jesienią 1953 roku, z wykorzystaniem zachowanych fragmentów murów. Budynek przy ulicy Ogarnej 125, należący niegdyś do Uphagenów i połączony z domem przy Długiej 12, odbudowano natomiast jako dom wielorodzinny.
Już w latach 50. pojawił się pomysł urządzenia muzeum w odbudowanym domu (choć jeszcze bez rekonstruowanych wnętrz). Jednak Muzeum Pomorskie (obecnie Muzeum Narodowe w Gdańsku) zrezygnowało z propozycji przejęcia kamienicy. Głosy na temat potrzeby stworzenia tu placówki muzealnej, zarówno ze względów historycznych, konserwatorsko-naukowych, jak i dydaktyczno-popularyzatorskich pojawiały się także później. Postulat taki zgłaszały m.in. Zakład Historii Architektury Polskiej Politechniki Gdańskiej i Izba Rzemieślnicza, która proponowała zrekonstruowanie wnętrz we własnym zakresie jako Muzeum Rzemiosła Gdańskiego.
W latach 1953–1990 w budynku mieściły się różne instytucje – biura Miastoprojektu-Północ, Wojewódzka i Miejska Biblioteka Publiczna oraz Gdański Ośrodek Dokumentacji Zabytków.

### Kamienica zostaje ponownie muzeum (od 1981 roku)

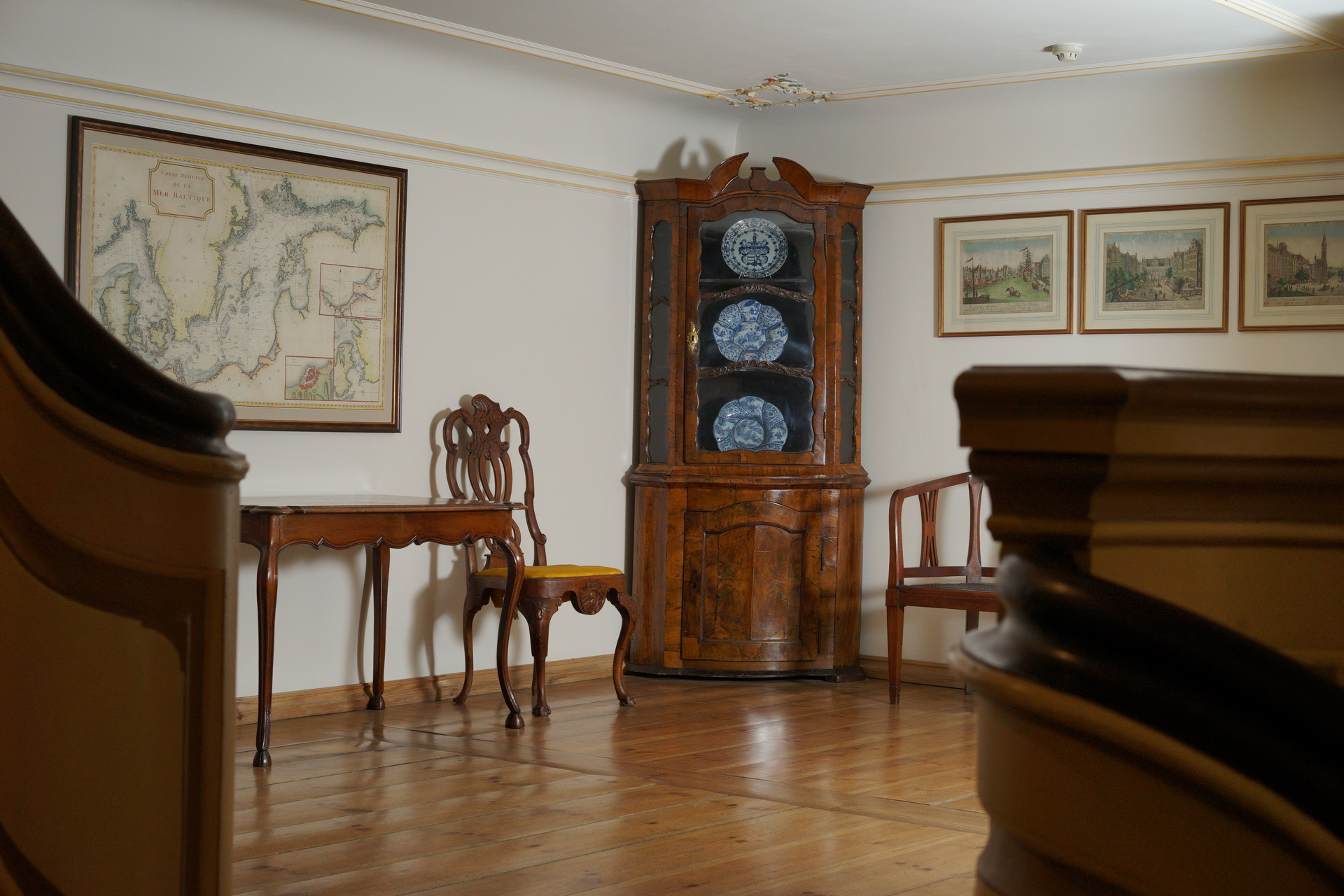
Jedna z sal muzeum

W 1981 roku Dom Uphagena przekazany został Muzeum Historii Miasta Gdańska (dziś Muzeum Gdańska). W latach 1985–1989 rozpoczęto odbudowę oficyn. Prace wznowiono w 1993 roku i prowadzono przez pięć lat. Po przeprowadzonym remoncie kapitalnym i pracach konserwatorskich 7 czerwca 1998 roku Dom Uphagena ponownie udostępniony został publiczności jako Muzeum Wnętrz Mieszczańskich. W kolejnych latach kontynuowano prace rekonstrukcyjne we wnętrzach oraz uzupełniano zbiory muzeum. Rekonstrukcja wyglądu i wystroju kamienicy z czasów Johanna Uphagena, a także śledzenie zmian dokonanych przez jej kolejnych mieszkańców były możliwe dzięki zachowanemu odpisowi szczegółowego kontraktu budowlanego, zawartego w 1775 roku pomiędzy Johannem Uphagenem a mistrzem budowlanym Johannem Benjaminem Dreyerem, analizie przekazów ikonograficznych (zbiór fotografii, pocztówek i ilustracji liczący ponad 100 egzemplarzy) oraz tym elementom wystroju, które ocalały (głównie były to elementy drewniane pochodzące z pięciu wnętrz, ale także trzy piece kaflowe).
Jest to jedyna w Polsce i jedna z nielicznych w Europie kamienic mieszczańskich o wyglądzie charakterystycznym dla XVIII wieku udostępnionych turystom. Muzeum, choć w swej nazwie odwołuje się do dawnego właściciela – Johanna Uphagena i jego spadkobierców, nie jest muzeum biograficznym. Celem Domu Uphagena jako muzeum jest przede wszystkim przywracanie pamięci o mieszczańskim świecie gdańszczan. Przedstawia typową dla gdańskiego Głównego Miasta strukturę zabudowy posesji, na której znajdują się kamienica sytuowana od frontu oraz dwie oficyny położone wokół wewnętrznego podwórza. Szczególnie ważnym zadaniem muzeum jest udostępnianie zrekonstruowanych wnętrz domu, począwszy od sieni i klatek schodowych, poprzez pokoje pełniące różne funkcje, aż do wnętrz gospodarczych.

## Parcela

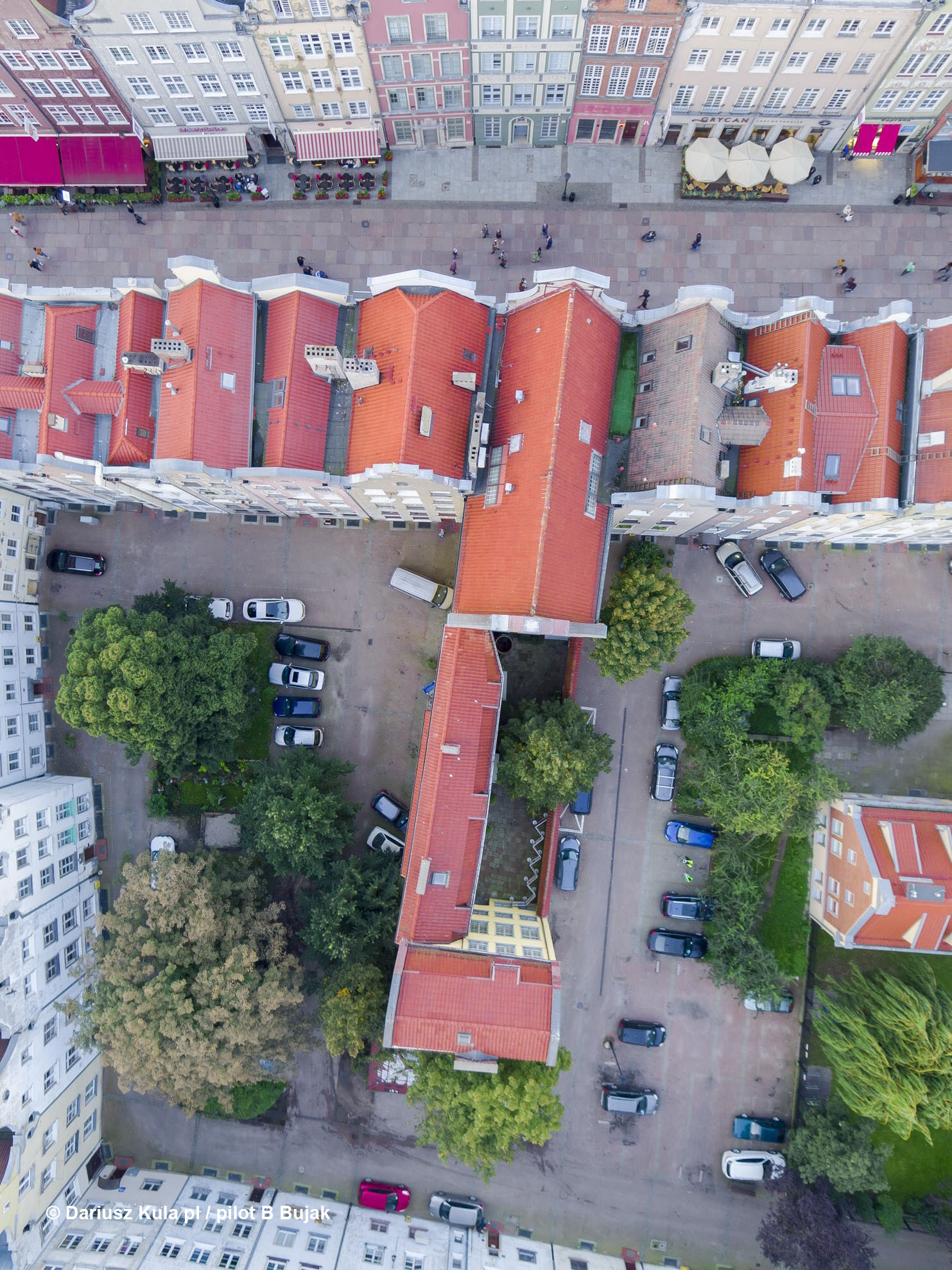
Zabudowa posesji przy ulicy Długiej 12 widziana z drona – kamienica, dwie oficyny i wewnętrzne podwórze

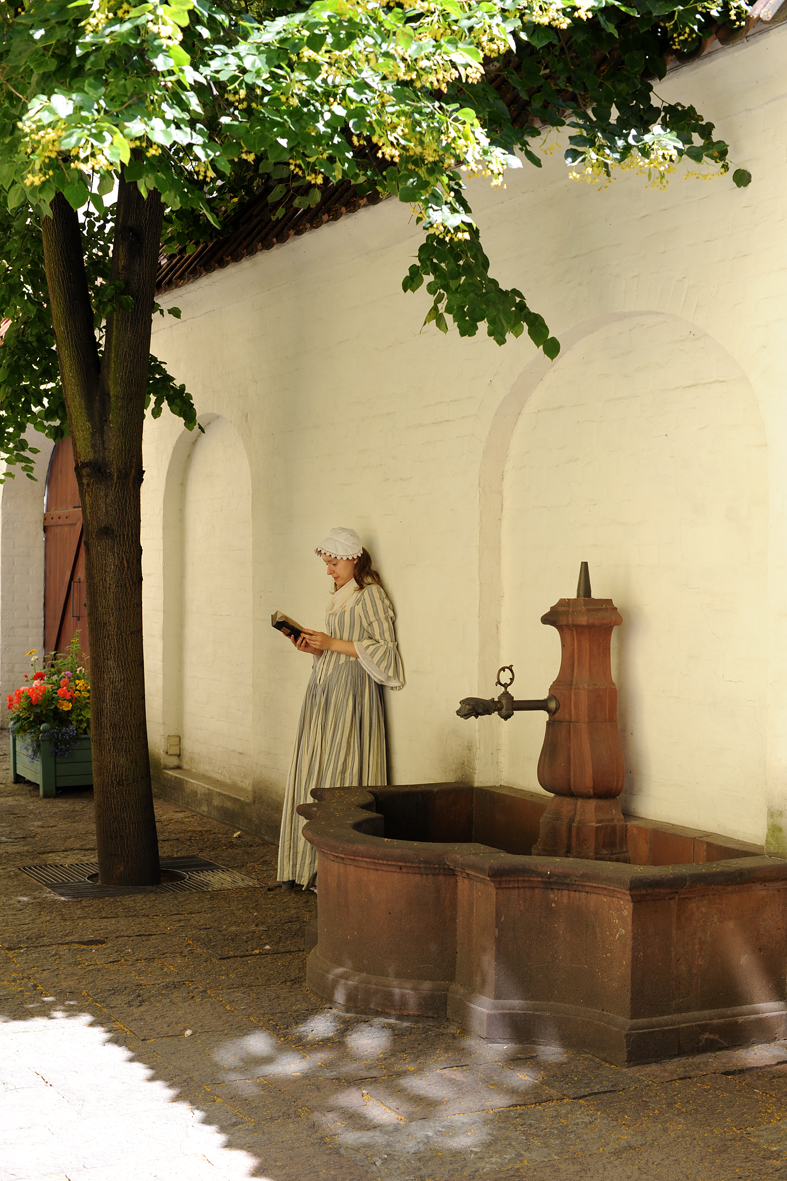
Podwórze

Parcela, którą zakupił Johann Uphagen w 1775 roku, znajdowała się między ulicami Długą 12 (biegnącą na północ od działki) i Ogarną 125 (biegnącą na południe od działki) i miała 77 m długości oraz 9 m szerokości. Nie wiadomo kiedy scalono dwie działki położone przy obu tych ulicach, ale całość stanowiły już w 1743 roku. Po zakończeniu prac budowlanych zleconych przez Johanna Uphagena przy ulicy Długiej 12 znajdowała się trójtraktowa kamienica o trzech kondygnacjach i dwukondygnacyjnym poddaszu. Od strony południowej do budynku przylegała długa, wąska, trzykondygnacyjna oficyna boczna z użytkowym poddaszem, prowadząca do oficyny poprzecznej – czterokondygnacyjnego budynku z poddaszem. Budynki otaczały niewielkie podwórze oddzielone murem od sąsiedniej parceli. Na podwórzu znajdowało się ujęcie wody oraz rosły dwie lipy. Przy ulicy Ogarnej 125 znajdował się natomiast budynek połączony dwiema oficynami z zabudową przy ulicy Długiej 12.
Obecnie – tak jak przed II wojną światową – muzeum udostępnia do zwiedzania odbudowaną kamienicę oraz obie oficyny na posesji od ulicy Długiej 12. Dom przy ulicy Ogarnej 125, odbudowany po wojnie jako kamienica wielorodzinna, nie pełni funkcji muzealnych i nie jest już połączony z zabudową znajdującą się przy ulicy Długiej 12.
W okresie od wiosny do jesieni goście muzeum mogą udać się na dziedziniec Domu Uphagena, wyłożony szwedzkimi dolomitami. Podwórze ma powierzchnię 120 m²; w jego centralnej części znajduje się odrestaurowana studzienka z bieżącą wodą, a wokół niego ławki będące replikami tych oryginalnych znajdujących się w dworze w Młyniskach. Posadzono w miejscu dawnych nową lipę.

## Fasada kamienicy

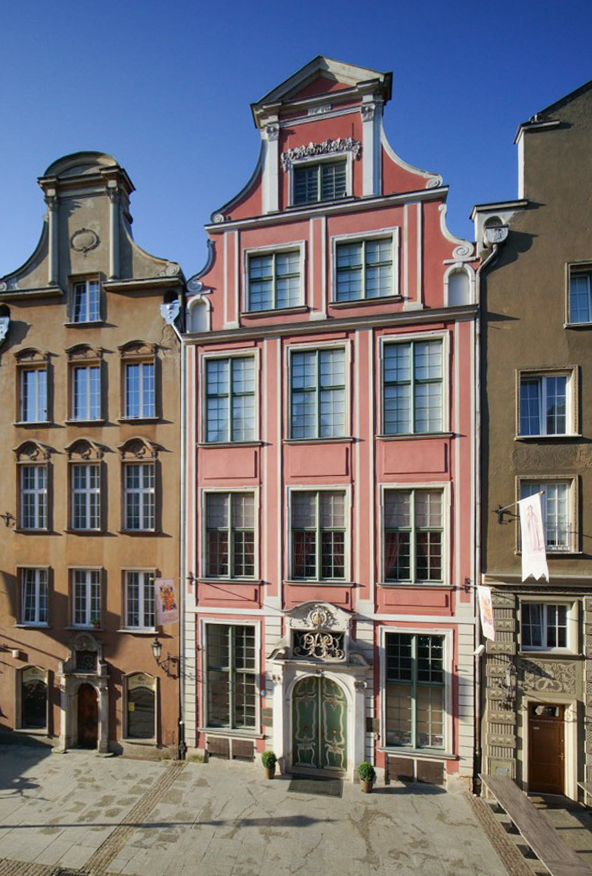
Fasada kamienicy

Nie jest znany średniowieczny wygląd fasady kamienicy znajdującej się przy ulicy Długiej (pod obecnym numerem 12). Prawdopodobnie przebudowano ją w drugiej połowie XVI wieku, czego dowodem jest odnaleziona w czasie badań w 1995 roku kolumna z późnorenesansowego portalu. W 1617 roku fasada kamienicy była trzyosiowa, w osi środkowej znajdowało się wejście do budynku, kondygnacje rozdzielały gzymsy, a budynek wieńczył trójkątny szczyt z trzema okrągłymi blendami. Przed domem znajdowało się niskie przedproże z kilkoma stopniami, a po stronie zachodniej umieszczone było zejście do piwnicy.
Brakuje grafik ukazujących fasadę z czasów, kiedy dom został zakupiony przez Johanna Uphagena (1775). Prowadziło wtedy do niego wejście poprzez manierystyczny portal, który na polecenie nowego właściciela został umieszczony po przebudowie w oficynie od strony podwórza. Przebudowana na zlecenie Uphagena fasada była trzyosiowa, a w osi środkowej znajdował się rokokowy portal z herbem Uphagenów. Rokokowy szczyt z datą „1776” wieńczył fasadę pomalowaną na kolor ceglasty. Przed fasadą znajdowało się przedproże z kamienną balustradą z żelaznymi poręczami podtrzymywanymi przez kamienne lwy – zostało ono zlikwidowane, tak jak i inne przedproża na ulicy Długiej, na początku lat 70. XIX wieku, gdy postanowiono przeprowadzić nową instalację wodną i usprawnić komunikację. Fasada z czasów Uphagena przetrwała do marca 1945 roku. Po wojnie zachowały się jej dolny fragment do wysokości okien pierwszego piętra oraz portal. Odbudowano ją w 1953 roku, odtwarzając dawny wygląd i wykorzystując odnalezione fragmenty oryginalnej kamieniarki.
Po odbudowie fasada kamienicy pozostała trzyosiowa, trzykondygnacyjna, z dwukondygnacyjnym poddaszem. Odmalowana została w kolorze ceglastym i ozdobiona lizenami. W środkowej osi znajdują się kamienny rokokowy portal z herbem rodziny Uphagenów, zrekonstruowane rokokowe drzwi oraz oryginalne nadświetle z monogramem Johanna i Abigail Uphagenów. Okna ujęte są opaskami, pod nimi znajdują się prostokątne płyciny. Szczyt elewacji ujęty jest w spływy wolutowe. Na elewacji tylnej, od podwórza, znajduje się portal z napisem Ora et labora, do którego rekonstrukcji wykorzystano oryginalne elementy z XVII wieku.
W 2021 na fasadę powróciła replika XVIII-wiecznego dzwonka zdobiącego kamienicę do 1945 roku.

## Pomieszczenia
Muzeum mieszczące się w Domu Uphagena, jako jedyne w Gdańsku, udostępnia szereg pomieszczeń pieczołowicie odtworzonej wraz z wnętrzem kamienicy mieszczańskiej – domu bogatego patrycjusza żyjącego w XVIII wieku. Zobaczyć tu można kolejno następujące pomieszczenia: sień, antresolę, herbaciarnię, sień I piętra, salon I piętra, dużą jadalnię, trzy saloniki w oficynie bocznej (pokoje owadów, kwiatów i muzyczny), małą jadalnię, sień oficyny, izbę kucharki, kuchnię, spiżarnię oraz kantor.

### Sień i dawny mały kantor

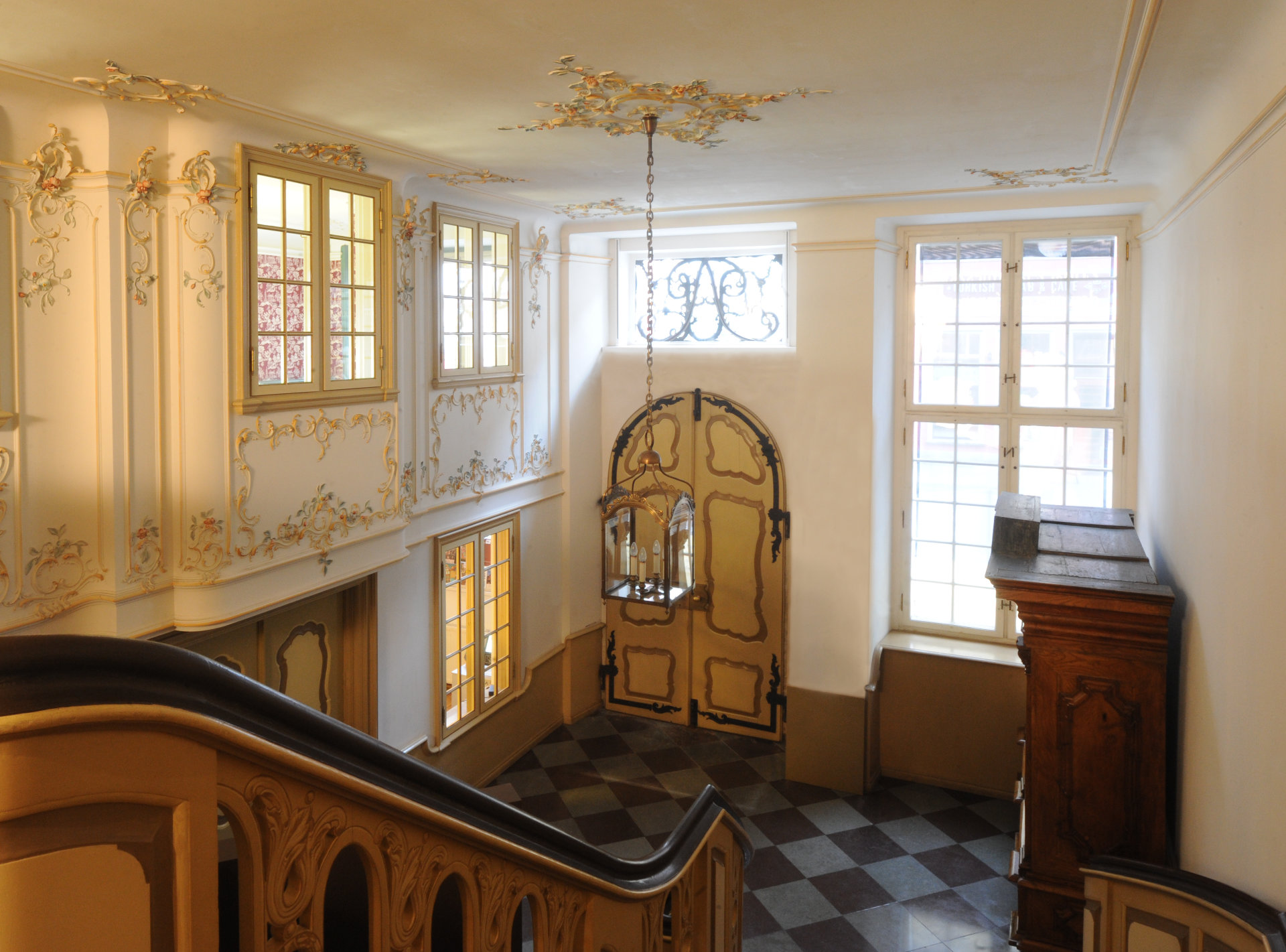
Sień widziana z antresoli

Pierwszym pomieszczeniem, do którego wchodzi się do muzeum z ulicy Długiej poprzez solidne dwuskrzydłowe drzwi jest wysoka sień. Nad drzwiami wejściowymi zachowany jest w oryginale monogram Abigail i Johanna Uphagenów. W dawnym małym kantorze znajdującym się na parterze po prawej stronie mieszczą się kasa muzeum i sklep, zaś na antresoli niewielki salonik.
Dwubarwna posadzka sieni ułożona jest w szachownicę z olandzkich wapieni (przywożonych niegdyś do Gdańska na statkach ze Szwecji jako balast). Drewniane schody z malowaną balustradą prowadzą na wyższe kondygnacje. Sufit i ściana zachodnia zdobione są sztukaterią. Na łańcuchu z XVIII wieku wisi zrekonstruowana latarnia sieniowa. Przy ścianie wschodniej stoi jesionowa szafa sieniowa z pierwszej połowy XVIII wieku.

### Antresola
Pomieszczenia takie budowano w gdańskich sieniach już w XVII wieku, żeby powiększyć powierzchnię mieszkalną domu. Znajdują się tu m.in. narożna przeszklona szafka z drugiej połowy XVIII wieku oraz gdańskie krzesła z tego samego okresu wykonane na podstawie wzorów angielskich.

### Herbaciarnia
Z antresoli wchodzi się do niewielkiego, wąskiego pomieszczenia nazwanego herbaciarnią od przedstawień na boazeriach, okiennicach i drzwiach inspirowanych rycinami o tematyce chińskiej. Pomieszczenie to zapewne pełniło funkcję saloniku. Ściany pokoju wyłożone są niską boazerią ze zrekonstruowanymi płycinami. Sufit zdobiony jest dekoracją sztukatorską, a podłoga ułożona jest z szerokich malowanych desek sosnowych. Dwukondygnacyjny piec, jeden z trzech, które ocalały, stoi w niszy w ścianie południowej.

### Sień I piętra i klatka schodowa
Klatką schodową można wejść na główne piętro kamienicy, a stamtąd na kolejne kondygnacje. Sień I piętra wydzielona została dwuskrzydłowymi drzwiami. Łączy ona salon i dużą jadalnię. W czasach Johanna Uphagena była przedpokojem dla dwóch najbardziej reprezentacyjnych wnętrz domu. Niegdyś stała tu barokowa szafa gdańska z rodzinnymi srebrami należąca do Petera Uphagena (ojca Johanna), której nie udało się odnaleźć po wojnie. Obecnie stoi tu bogato dekorowana gdańska szafa sieniowa z II ćwierci XVIII wieku, na której ustawiono osiemnastowieczne naczynia ceramiczne z Delftu, jak również zabytkowy zegar szafowy.

### Salon I piętra

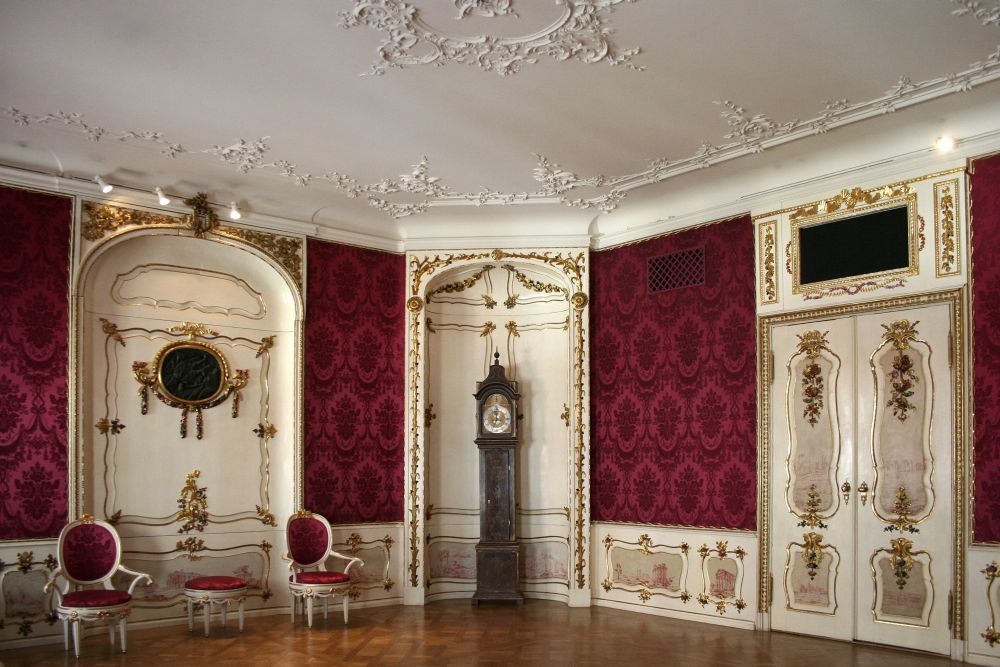
Salon

Z sieni I piętra wchodzi się do salonu – głównego, reprezentacyjnego pomieszczenia kamienicy. Ukończone zostało ono jako ostatnie, w 1786 roku. Jego wystrój stanowią zarówno elementy rokokowe, jak i klasycystyczne.
Dębowa podłoga salonu składa się z kwadratowych modułów wypełnionych deskami ułożonymi w formie plecionki. Drewniany wystrój stały malowany na biało i złocony składa się z boazerii niskiej, wyłożenia nisz ściennych, drzwi i supraporty, obramień luster i szpaletów. Na płycinach boazerii znajdują się malowidła przedstawiające ruiny i budowle antyczne, inspirowane ilustracjami z dzieł z księgozbioru Johanna Uphagena. Ściany powyżej boazerii wyłożone są jedwabną tkaniną adamaszkową w kolorze czerwonym. Pomiędzy filarami zrekonstruowano lustra z dużymi taflami a na suficie dekorację sztukatorską.
Monochromatyczne malowidła na płycinach boazerii są erudycyjnym popisem Johanna Uphagena, który w sporze o prymacie sztuki greckiej nad rzymską toczonym w połowie XVIII wieku wyróżnił zabytki Grecji, umieszczając wzdłuż ścian widoki starożytnych Aten i Koryntu. Pod trzema oknami wyobrażono natomiast widok ruin Paestum, panoramę Palmyry i widok ruin Persepolis. Na skrzydłach drzwi znajdują się zaś przedstawienia ruin Stonehenge, Persepolis, Ktezyfonu i niezidentyfikowanej ruiny gotyckiej. Zabytki starożytnego Wschodu ukazane w głównym pokoju jego domu tłumaczyć można z kolei zainteresowaniami historyka, autora pracy Parerga historica, opisującego także dzieje cywilizacji wschodnich.
O ile drewniany wystrój wnętrza w znaczącej części przetrwał wojnę, a brakujące fragmenty zostały zrekonstruowane, to zaginęło całe wyposażenie ruchome, na które składały się m.in. wiszący dziesięcioramienny szklany świecznik oraz zegar w formie złoconej wazy na postumencie, zwieńczony postacią Chronosa – dzieło zegarmistrza Johanna Ernsta Weichenthala. Obecnie salon ozdabiają dwie komody, cztery fotele i dwa taborety z końca XVIII wieku. Znajduje się tu także oryginalny piec. Niszę zegarową zajmuje inne dzieło mistrza Weichenthala – zegar szafowo-podłogowy z lat 80. XVIII wieku. Na podstawie dawnych fotografii zrekonstruowano angielski świecznik. W oknach zawieszono rolety oraz dwuczęściowe zasłony z lambrekinem.
W salonie tym 22 stycznia (data śmierci Petera Uphagena) odbywały się coroczne spotkania rodziny Uphagenów – ostatnie w 1943 roku. Tradycję tych spotkań kontynuuje Stowarzyszenie Konsulów Honorowych mające siedzibę w Domu Uphagena. Odbywają się tu także wykłady popularno-naukowe i kameralne koncerty.

### Duża jadalnia

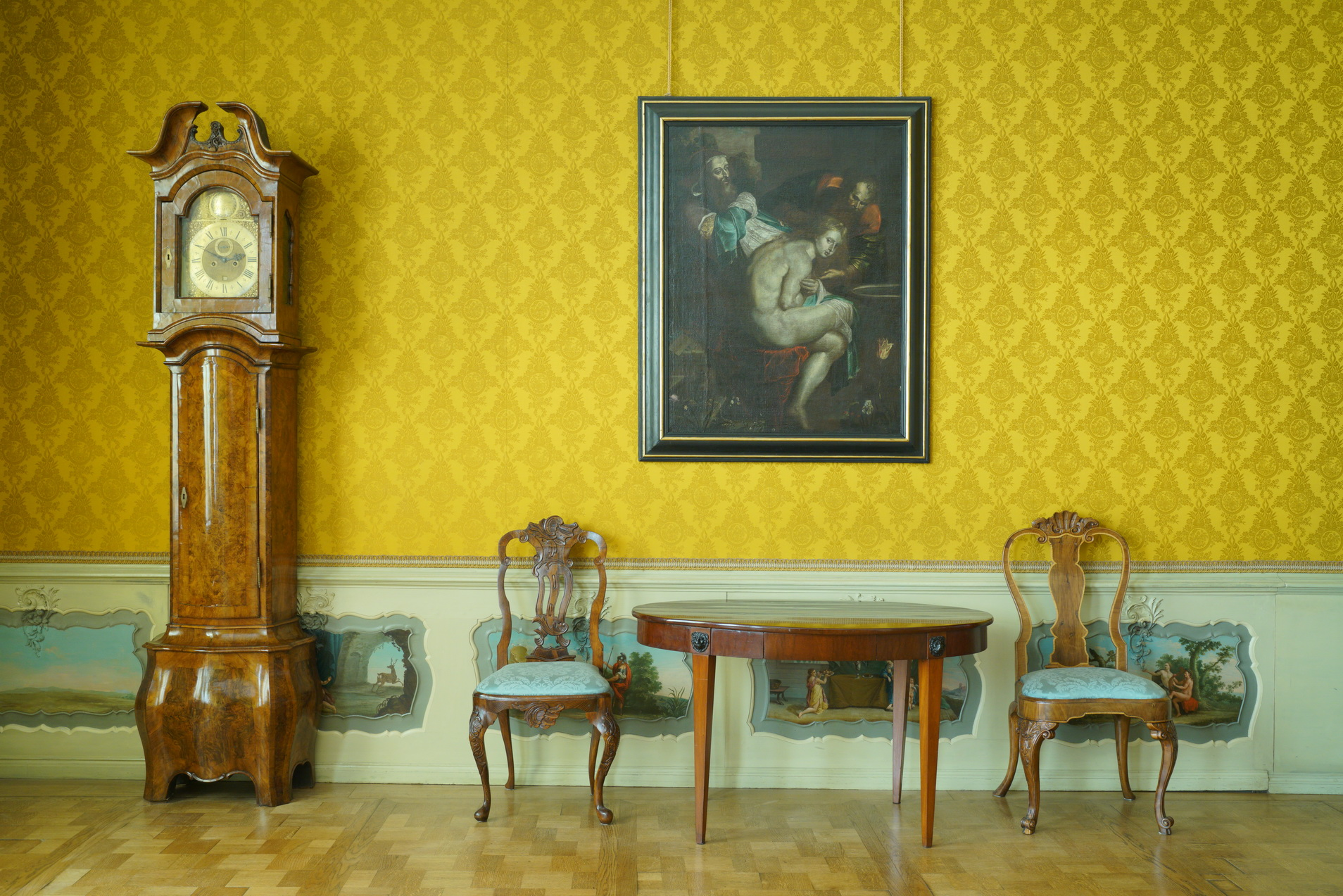
Duża jadalnia

Pomieszczenie na I piętrze od strony podwórza było zwyczajowo sypialnią gospodarzy domu. Zapewne Johann Uphagen także wykorzystywał je do tego celu, jak i przebywał tu w ciągu dnia w gronie rodziny, czy nawet bliskich gości. Jego bratanek Johann Karl Ernst Uphagen umieścił tu reprezentacyjną jadalnię.
Obecnie w pomieszczeniu, tak jak przed wojną, uwagę przyciągają malowane boazerie przedstawiające sceny mitologiczne i budowle antyczne, dekoracyjne obramienia luster oraz dwie supraporty z malowanymi scenami. Pierwotnie w rogu pokoju znajdował się gdański piec, który się nie zachował. W czasie prac rewaloryzacyjnych ściany pokoju pokryte zostały adamaszkową tkaniną w kolorze żółtym, odtworzono dębowe podłogi, zachowując ich dawny układ, a także dekorację sztukatorską sufitu. Wnętrze zostało pierwotnie wyposażone w meble angielskie: mahoniowy bufet, owalny stół i krzesła. Obecnie znajdują się tu dwie rokokowe gdańskie szafy kredensowe z 3. ćwierci XVIII wieku oraz witryna z cennymi gdańskimi srebrami oraz porcelaną miśnieńską i berlińską. Wnętrze uzupełniają gdańskie krzesła z 3. ćwierci XVIII wieku, stolik z trzema okrągłymi blatami, dwie martwe natury Antona I. Hamiltona, obraz Zuzanna i starcy i zrekonstruowany świecznik. W oknach zawieszono upięcia z tkaniny adamaszkowej.

### Pokój owadów
Bocznymi drzwiami z dużej jadalni przechodzi się do oficyny bocznej. Pierwszym z niewielkich saloników tu umiejscowionych jest pokój owadów, nazwany tak od tematu przedstawień namalowanych na płycinach boazerii. Pokój służył mieszkańcom do wypoczynku w ciągu dnia. Ściany zostały udekorowane wielobarwną tkaniną żakardową, zrekonstruowaną na podstawie osiemnastowiecznych wzorów. Nie zachował się ustawiony tutaj osiemnastowieczny gdański piec. Odtworzono drewniane podłogi i rokokową dekorację sztukatorską sufitu. Znajdują się tu meble siedziskowe – kanapa oraz dwa krzesła, najprawdopodobniej wyroby gdańskie z połowy XVIII wieku oraz niewielki rozkładany stolik do gier. Na ścianach wiszą obrazy Antona I. Hamiltona i Augusta Querfurtha. W oknach zawieszono upięcia z tkaniny bawełnianej.

### Pokój kwiatów
Środkowym pomieszczeniem oficyny bocznej jest pokój kwiatów, którego nazwa pochodzi od dekoracji płycin boazerii i drzwi. Nieznane jest jego pierwotne przeznaczenie. Oryginalne są boazerie ze ściany zachodniej oraz jeden fragment ze ściany okiennej. Pozostałe fragmenty oraz dwie pary dwuskrzydłowych drzwi zostały zrekonstruowane, tak jak podłogi i dekoracja sztukatorska. Do 1944 roku stał tu dwukondygnacyjny piec. Wyposażeniem pokoju są obecnie osiemnastowieczne kanapa z wyplatanym siedziskiem i dwa krzesła, a także komoda z ciekawym zegarem stołowym pochodzącym z Londynu. Na ścianach wiszą obrazy Johanna Christiana Vollerdta. W oknach zawieszono upięcia z surowego jedwabiu, ozdobione zwisami z chwostami.

### Pokój muzyczny

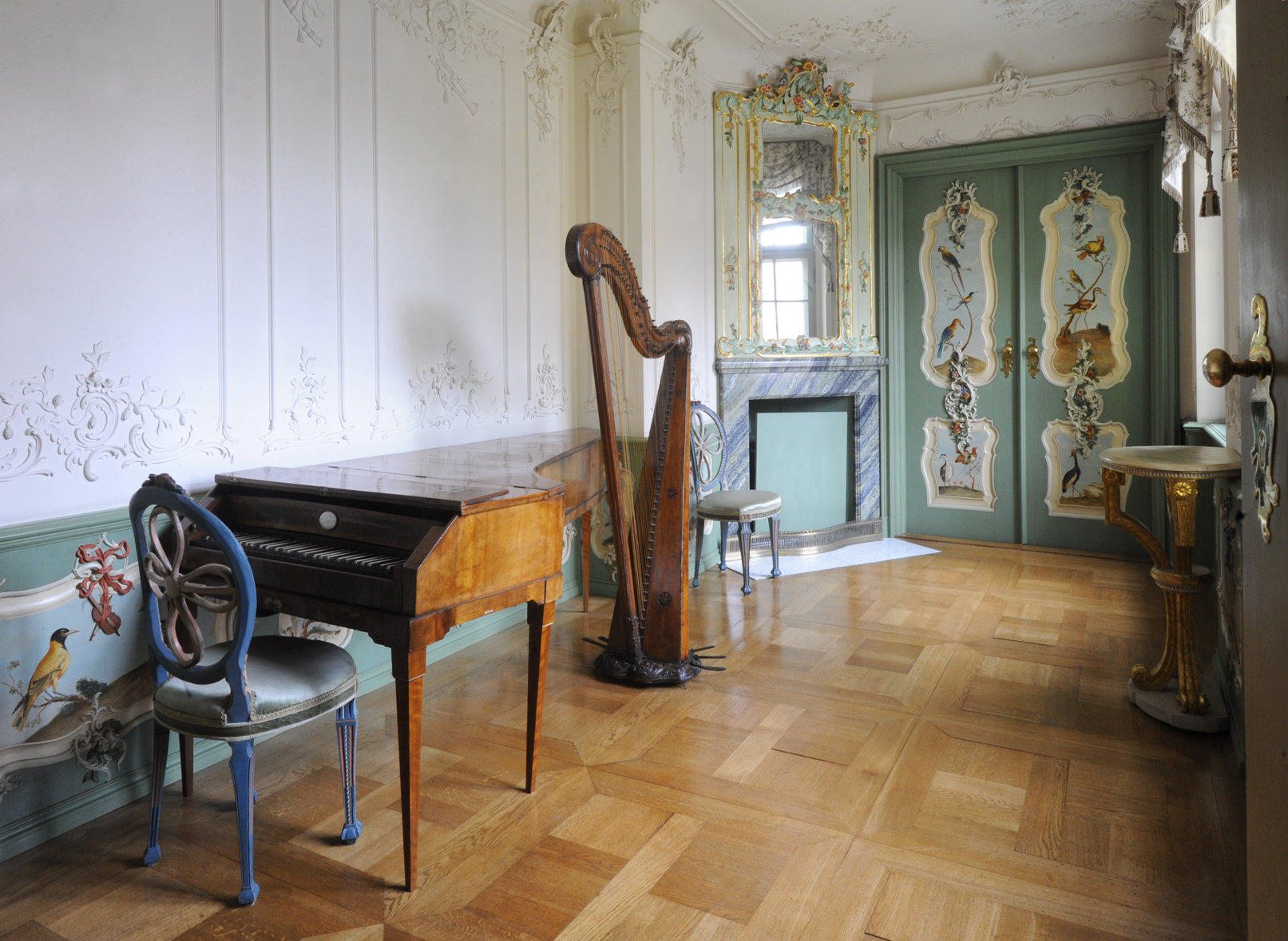
Pokój muzyczny

Ostatnim pomieszczeniem oficyny bocznej jest pokój muzyczny. Jego ściany i sufit pokryte są sztukaterią – w centralnej części sufitu umieszczone zostało przedstawienie króla Dawida grającego na harfie, na ścianach wyobrażenia instrumentów muzycznych podwieszonych na wstęgach. Płyciny boazerii oraz drzwi dekorowane są przedstawieniami ptaków, między którymi kunsztownie wpleciono wizerunki instrumentów muzycznych. Wystrój i wyposażenie pokoju przepadły w trakcie wojny. Pokój, zgodnie z jego funkcją, wyposażony został obecnie w osiemnastowieczne instrumenty muzyczne: fortepian wykonany przez Johanna Jacoba Könnickiego i harfę. Znajdują się tu także polichromowane krzesła z końca XVIII wieku i stolik konsolowy. W oknach zawieszono upięcia wykonane z drukowanej barwnie tkaniny bawełnianej.

### Mała jadalnia
W oficynie poprzecznej, do której można dojść bądź jednoskrzydłowymi drzwiami z pokoju muzycznego bądź dwuskrzydłowymi drzwiami z bocznej klatki schodowej, mieści się mała jadalnia. Niegdyś można było stąd dojść do kolejnej oficyny, w której znajdował się księgozbiór Johanna Uphagena (nie została ona odbudowana). Pomieszczenie to prawdopodobnie pełniło funkcję jadalni, a w późniejszym okresie sypialni. Na wystrój małej jadalni składają się boazeria niska z przedstawieniami owoców, a powyżej niej wielobarwna tkanina drukowana na płótnie bawełnianym. W narożniku pokoju ustawiony został dwukondygnacyjny piec. Jadalnia wyposażona jest w polichromowaną barwnie witrynę z końca XVIII wieku z naczyniami ceramicznymi, niewielki polichromowany stolik z połowy XVIII stulecia, krzesła oraz stojący zegar szafkowy, a także obręczowy świecznik ze szklanymi ramionami. Na ścianach wiszą portrety m.in. Anny Czapskiej i gdańskiego patrycjusza – być może nawet samego Johanna Uphagena. Zawieszone w oknach upięcia wykonane zostały z oliwkowej tafty.

### Sień oficyny i izba kucharki
Na parterze w oficynie znajduje się sień, która zapewniała połączenie z nieistniejącymi już oficynami przy ulicy Ogarnej 125, gdzie znajdowały się pomieszczenia gospodarcze. Prowadziły z niej wyjścia do drewutni oraz do izby kucharki i kuchni, a także na podwórze, gdzie była studnia z pompą. Pod schodami znajdowały się drzwi do piwnicy. W sieni umieszczone zostały osiemnastowieczne skrzynie, jedna z nich na kołach. Sień wyłożona jest płytami ze szwedzkich wapieni. W pobliżu kuchni znajduje się izba kucharki – jest to skromnie urządzone pomieszczenie o bielonych ścianach wyposażone w malowane łóżko z kompletem pościeli, dwa stoły oraz trzy osiemnastowieczne krzesła, a także skrzynia, w której mieszkanka izby trzymała swój dobytek. Na wiszącej półce znajdują się fajansowe talerze i misy.

### Kuchnia i spiżarnia

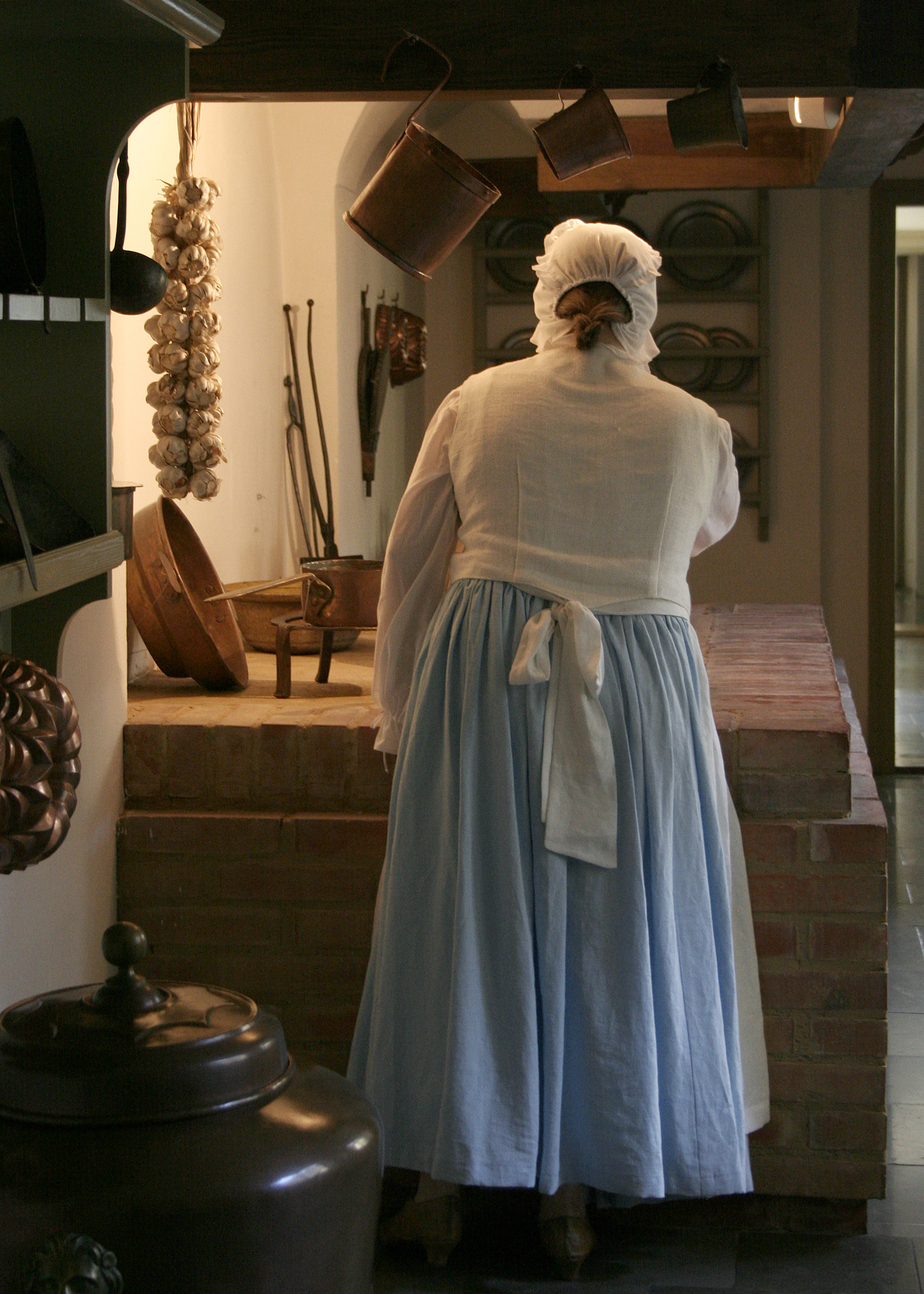
Kuchnia

Z sieni oficyny przejść można do wąskiej kuchni. Jej posadzka wyłożona została kamiennymi płytami. Znajdują się tu sprzęty typowe dla kuchni mieszczańskich z XVIII wieku jak miedziana
beczka na wodę oraz wykonane z cyny imbryk do herbaty, dzbanek do kawy oraz talerze. Posiłki gotowano na otwartym ogniu, garnki stawiając na trójnogach. Obok kuchni
znajduje się spiżarnia, pełniąca także rolę podręcznego magazynu. Umieszczono tu stół, sprzęty kuchenne i naczynia z XVIII i XIX wieku.

### Kantor
W przyziemiu kamienicy znajduje się dawny kantor, którego ozdobą jest pochodzący z tego wnętrza piec z końca XVIII wieku. W pomieszczeniu planowane są dalsze prace rekonstrukcyjne (odtworzenie kantoru kupieckiego), obecnie pełni ono rolę sali wystawowej, w której zapoznać się można z losami rodziny Uphagenów i ich domu przy ulicy Długiej 12.